# Rugby à XV au Vietnam
 (août 2023).
Le rugby à XV est un sport mineur au Viêt Nam.

## Histoire
Le rugby à XV est introduit alors que le Viêt Nam fait partie de l'Indochine française, cette situation s'explique donc essentiellement par la présence des expatriés français dans le pays. Après l'indépendance, la longue suite de guerres, la famine, les tensions politiques et les problèmes financiers, rendent impossible toutes activités dans le pays.
Aujourd'hui, le rugby refait son apparition dans le pays et comme pour beaucoup de nations mineures du rugby, le sport est concentré sur les principales villes, Hô Chi Minh-Ville et Hanoï. En 1999, la Coupe d'Indochine est créée, tournoi regroupant notamment les équipes vietnamiennes du Saigon RFC à Hô Chi Minh-Ville et du Dragons Hanoi Union RFC à Hanoï, ainsi que des équipes du Laos et du Cambodge.
Il existe un lien historique très fort avec la France. Un certain nombre de joueurs en France peuvent jouer dans l'équipe nationale du Viêt Nam, comme François Trinh-Duc qui a un grand-père vietnamien.